# Prison d'Helsinki
Helsingin vankila
La prison d’Helsinki (finnois : Helsingin vankila) est un établissement pénitentiaire finlandais situé dans le quartier de Hermanni d'Helsinki. Elle est administrée par le Service pénitentiaire et de probation de Finlande (fi).